# Scarlett (mèo)
Mèo Scarlett (tháng 6 hoặc tháng 7 năm 1995 - 11 tháng 10 năm 2008) từng là một con mèo hoang từ Brooklyn, New York. Nó được ghi nhận vì đã nỗ lực cứu mèo con của mình khỏi đám cháy thu hút sự chú ý của truyền thông trên toàn thế giới, và đã được mô tả trong một số cuốn sách phi hư cấu. Nếu mèo con là lứa đầu tiên của nó, khi đó có lẽ nó đã khoảng chín tháng tuổi.
Sau đó, cô trở thành một động vật tiêu biểu trong các nỗ lực gây quỹ và quan hệ công chúng của nơi trú ẩn đối xử với nó và con nó, Liên đoàn Động vật North Shore. Vào ngày 15 tháng 10 năm 2008, Liên đoàn đã thông báo rằng Scarlett đã chết.

## Vụ cháy
Vào ngày 30 tháng 3 năm 1996, Scarlett và năm chú mèo con của nó đang ở trong một nhà để xe bị bỏ hoang được cho là dùng làm nhà giao dịch ma túy ở Brooklyn khi đám cháy bắt đầu từ những nguyên nhân không xác định. Sở cứu hỏa thành phố New York đã trả lời một cuộc gọi về vụ cháy và nhanh chóng dập tắt nó. Khi đám cháy được khống chế, một trong những nhân viên cứu hỏa tại hiện trường, David Giannelli, đã nhận thấy Scarlett mang theo những chú mèo con của mình ra khỏi nhà để xe từng con một.
Bản thân Scarlett đã bị bỏng nặng trong quá trình kéo mèo con khỏi đám cháy. Đôi mắt nó bị phồng rộp, tai và bàn chân bị đốt cháy, và chiếc bộ lông của nó xẹp xuống. Phần lớn lông trên khuôn mặt của nó đã bị cháy. Sau khi cứu những chú mèo con, nó được nhìn thấy chạm vào từng chú mèo con của mình để đảm bảo tất cả chúng đều ở đó, vì những vết phồng rộp trên mắt khiến nó không thể nhìn thấy chúng, và rồi mèo mẹ bất tỉnh.

## Phục hồi
Gianelli đưa gia đình mèo nguyên vẹn đến một phòng khám thú y tại Liên đoàn Động vật North Shore ở Port Washington, New York nơi Scarlett và mèo con của nó được điều trị. Con mèo con yếu nhất, lông trắng, đã chết vì virus một tháng sau vụ cháy. Tuy nhiên, sau ba tháng điều trị và hồi phục, Scarlett và những chú mèo con còn sống của nó đã đủ khỏe để được nhận nuôi.

## Truyền thông quốc tế
Câu chuyện về những nỗ lực và lòng dũng cảm của mèo mẹ này để cứu những con mèo con của mình đã thu hút sự chú ý của quốc tế và phòng khám đã nhận được hơn 7.000 lá thư đề nghị nhận nuôi Scarlett và những chú mèo con của nó. Cuối cùng, phòng khám đã chọn cách chia mèo con thành hai cặp và các cặp đã được trao cho các cư dân của Long Island nhận nuôi.
Bản thân Scarlett đã được Karen Wellen nhận nuôi. Trong bức thư của mình, Wellen chỉ ra rằng, do mất mèo ngay sau khi bị thương trong một vụ tai nạn giao thông, cô đã trở nên từ bi hơn và sẽ chỉ nhận những con vật có nhu cầu đặc biệt.

## Tử vong
Scarlett mất vào ngày 11 tháng 10 năm 2008, khi đang ở cùng gia đình nuôi ở Brooklyn. Scarlett cần tiếp tục chăm sóc do vết thương của nó. Nó được chẩn đoán là có tiếng tâm thu trong quá trình hồi phục tại Trung tâm y tế thú y Animal League. Khi chết, nó được báo cáo mắc nhiều bệnh.